# Парламентские выборы в Испании (1918)
Парламентские выборы 1918 года в Испании прошли 24 февраля. Впервые с 1876 года по итогам выборов было сформировано коалиционное правительство, объединившее представителей разных течений внутри обеих доминирующих партий.

## Предыстория
В 1916—1917 годах Испания оказалась в серьёзном экономическом кризисе. Высокая инфляция и рост безработицы способствовали усилению автономистских настроений и росту активности республиканцев, призывавших к ликвидации устаревшей двухпартийной системы и проведению социально-экономических реформ. Ухудшение экономического положения затронуло и военных, что привело к росту недовольства в армии. В конце 1916 года офицеры начали формировать подпольные Советы обороны (исп. Juntas de Defensa), требуя прекратить злоупотребления и увеличить содержание.
В этих условиях 19 апреля 1917 года граф Романонес был вынужден подать в отставку из-за конфликта с военными. Новым премьер-министром стал Мануэль Гарсия Прието, но и ему не удалось справиться с растущим в стране в целом и в армии в частности недовольством. В результате уже 11 июня правительство возглавил лидер консерваторов Эдуардо Дато. Даже пригласив в кабинет Гарсию Прието, новому премьеру не удалось получить парламентское большинство. В связи с этим было объявлено о приостановке конституционных гарантий, в том числе введении цензуры в прессе, и о временном прекращении работы парламента. Одновременно было решено узаконить Советы обороны. Республиканцы и регионалисты, недовольные подобными действиями Дато, не ограничиваясь митингами и угрозами всеобщей забастовки, стали проводить в Барселоне и Мадриде так называемые «Парламентские ассамблеи» (исп. Asamblea de Parlamentarios), неофициальные встречи депутатов Конгресса и сенаторов.
Меры предпринятые кабинетом Дато не привели к стабилизации положения в стране, а всеобщая забастовка, начатая республиканцами и социалистами осенью, усугубила ситуацию. 3 ноября 1917 года король Альфонс XIII поручает Гарсии Прието сформировать так называемое правительство национальной концентрации (исп. Gobierno de Concentración Nacional), в которое вошли либералы, либеральные демократы, консерваторы («мауристас» и «сьервистас»), а также впервые каталонские регионалисты. Правительство приняло решение распустить Конгресс депутатов и провести в 1918 году досрочные выборы.
В 1916—1917 годах Либеральная партия казалось смогла преодолеть внутренние разногласия и восстановить своё единство. Перед выборами 1916 года либералы-«романонистас» и либерал-демократы создали коалицию, а в июне 1917 состоялось официальное воссоединение Либеральной и Либерально-демократической партии. Но вскоре внутрипартийный конфликт вспыхнул вновь и в преддверии выборов 1918 года партия вновь раскалывается. Ещё ранее, весной 1917 года из Либеральной партии был исключён лидер левого крыла Сантьяго Альба, после этого основавший партию Либеральная левая (исп. Izquierda Liberal). Была образована и ещё одна либеральная группа — Аграрные либералы (исп. Liberales agrarios) или «гассетистас», сторонники Рафаэля Гассета, политика и журналиста, бывшего министра сельского хозяйства, промышленности, торговли и общественных работ. Помимо этих четырёх партий в выборах также приняли участие группа независимых либералов, самым заметным из которых был промышленник Альфонс Сала-и-Аргеми. Консерваторы, как и на предыдущих выборах, вновь выставили три списка: официальный, составленный сторонниками Эдуардо Дато, список сторонников Антонио Маура, к тому времени уже образовавших Партию мауриста, и список последователей Хуана де ля Сьерва.
По инициативе недавно основанной Республиканской федерации Альваро де Альборноса и умеренных республиканцев Мелькиадеса Альвареса создана коалиция Левый альянс (исп. Alianza de Izquierdas), в которую также вошли республиканцы-радикалы Алехандро Лерруса, республиканцы-федералисты, республиканцы-автономисты, каталонские республиканцы и социалисты, а также ряд независимых республиканцев и каталонских республиканцев-националистов. Впервые с 1898 года республиканцы пошли на выборы единым списком.

## Результаты
24 февраля были избраны 409 членов Конгресса депутатов.
Хотя больше всего мест завоевала Либерально-консервативная партия во главе с Эдуардо Дато (23,96 %), но их оппоненты из либерального лагеря в сумме набрали мандатов больше, в результате чего коалиционное правительство возглавил Мануэль Гарсия Прието, лидер Либерально-демократической партии, которая смогла получить 92 места в Конгрессе депутатов (22,49 %).. Всего же либеральные группировки все вместе завоевали 174 места (42,564 %), а противостоящие им консервативные группы получили в общей сложности 153 места (37,41 %). Республиканцы, несмотря на создание единой коалиции, смогли лишь незначительно увеличить количество своих мест в Конгрессе депутатов, выиграв 35 мандатов, из них 10 получили Республиканская федерация и примкнувшие к ней независимые республиканцы, 9 — реформисты, 6 — социалисты, 4 — каталонские республиканцы, по 2 — республиканцы-радикалы и независимые каталонские республиканцы-националисты (не считая Франсеска Масию), по одному республиканцу-федералисту и республиканцу-автономисту. Регионалисты смогли значительно усилить своё представительство в парламенте.
Итоги выборов в Конгресс депутатов Испании 24 февраля 1918 года
| Партии и коалиции                                            | Партии и коалиции                     | Партии и коалиции                       | Партии и коалиции                         | Лидер                                           | Голоса | Голоса | Голоса | Места      | Места      | Места |
| Партии и коалиции                                            | Партии и коалиции                     | Партии и коалиции                       | Партии и коалиции                         | Лидер                                           | #      | %      | +/−    | Места      | +/−        | %     |
| ------------------------------------------------------------ | ------------------------------------- | --------------------------------------- | ----------------------------------------- | ----------------------------------------------- | ------ | ------ | ------ | ---------- | ---------- | ----- |
|                                                              |                                       | Либерально-демократическая партия       | исп. Partido Liberal Demócrata, PLD       | Мануэль Гарсия Прието                           |        |        |        | 92         | н/д        | 22,49 |
|                                                              | Либеральная партия                    | исп. Partido Liberal, PL                | Альваро де Фигероа и Торрес               |                                                 |        |        | 43     | н/д        | 10,51      |       |
|                                                              | Либеральная левая                     | исп. Izquierda Liberal, IzqL            | Сантьяго Альба                            |                                                 |        |        | 29     | н/д        | 7,09       |       |
|                                                              | Аграрные либералы («гассетистас»)     | исп. Liberales agrarios ("gassetistas") | Рафаэль Гассет                            |                                                 |        |        | 7      | н/д        | 1,71       |       |
|                                                              | Независимые либералы                  | исп. Liberales independientes           | Альфонс Сала                              |                                                 |        |        | 3      | н/д        | 0,73       |       |
| Все либералы                                                 | Все либералы                          | Все либералы                            | Все либералы                              | Все либералы                                    |        |        |        | 174        | ▼59        | 42,54 |
|                                                              |                                       | Либерально-консервативная партия        | исп. Partido Liberal-Conservador, PLC     | Эдуардо Дато                                    |        |        |        | 98         | ▲10        | 23,96 |
|                                                              | Партия Мауриста                       | исп. Partido Maurista, (PM)             | Антонио Маура                             |                                                 |        |        | 31     | ▲14        | 7,58       |       |
|                                                              | Консерваторы-«сьервистас»             | исп. Conservadores Ciervistas (CC)      | Хуан де ля Сьерва                         |                                                 |        |        | 24     | ▲16        | 5,87       |       |
| Все консерваторы                                             | Все консерваторы                      | Все консерваторы                        | Все консерваторы                          | Все консерваторы                                |        |        |        | 154        | ▲41        | 37,65 |
|                                                              |                                       | Левый альянс                            | исп. Alianza de Izquierdas, Al.Izq.       | Мелькиадес Альварес                             |        |        |        | 35         | Первый раз | 8,56  |
| Все республиканцы                                            | Все республиканцы                     | Все республиканцы                       | Все республиканцы                         | Все республиканцы                               |        |        |        | 36         | ▲3         | 8,80  |
|                                                              |                                       | Регионалистская лига Каталонии          | исп. Lliga Regionalista de Catalunya, LRC | Франсеск Камбо                                  |        |        |        | 21         | ▲8         | 5,14  |
|                                                              | Баскское националистическое причастие | исп. Comunión Nacionalista Vasca, CoNV  | Рамон де ла Сота                          |                                                 |        |        | 7      | Первый раз | 1,71       |       |
| Все регионалисты                                             | Все регионалисты                      | Все регионалисты                        | Все регионалисты                          | Все регионалисты                                |        |        |        | 31         | ▲16        | 7,58  |
|                                                              |                                       | Традиционалистское причастие            | исп. Comunión Tradicionalista, CT         | Энрике де Агилера и Гамбоа, маркиз де Серральбо |        |        |        | 8          | ▼1         | 1,96  |
|                                                              | Независимые католики                  | исп. Católico independiente             | Мануэль Рохас Маркос                      |                                                 |        |        | 2      | ▼1         | 0,49       |       |
|                                                              | Национальная католическая партия      | исп. Partido Católico Nacional, PCN     | Мануэль Сенанте                           |                                                 |        |        | 1      | ▼1         | 0,25       |       |
| Все карлисты и традиционалисты                               | Все карлисты и традиционалисты        | Все карлисты и традиционалисты          | Все карлисты и традиционалисты            | Все карлисты и традиционалисты                  |        |        |        | 12         | ▼2         | 2,93  |
|                                                              | Другие                                | Другие                                  | Другие                                    | Другие                                          |        |        |        | 2          | ▲1         | 0,73  |
|                                                              |                                       |                                         |                                           |                                                 |        |        |        |            |            |       |
| Всего                                                        | Всего                                 | Всего                                   | Всего                                     | Всего                                           | н/д    | 100,00 |        | 409        | ▲1         |       |
|                                                              |                                       |                                         |                                           |                                                 |        |        |        |            |            |       |
| Источник: - Historia Electoral - Spain Historical Statistics |                                       |                                         |                                           |                                                 |        |        |        |            |            |       |

1. ↑  Включая одного независимого консерватора
2. ↑  Включая каталонского независимого республиканца-националиста Франсеска Масия
3. ↑  Учитывая по одному астурийскому, леонскому и андалузскому регионалисту
4. ↑  Учитывая католика-карлиста Хервасио Артиньяно
5. ↑  По одному баскскому династисту и независимому

## Результаты по регионам
Наибольшего успеха на провинциальном уровне достигли либералы, которые смогли занять первое место по количеству избранных депутатов в 18 провинциях, в том числе либеральные демократы победили в 11 провинциях, либералы-«романонистас» в четырёх, левые либералы в 2, аграрные либералы в одной. Консерваторы смогли одержать победу в 13 провинциях, в том числе консерваторы-«датистас» в 11 провинциях, «мауристас» и «сьервистас» записали на свой счёт по одной победе. Каталонские регионалисты выиграли выборы в 3 провинциях. По одной победе на провинциальном уровне смогли записать на свой счёт Левый альянс, карлисты и баскские регионалисты. В 12 провинциях первое место поделили две или более партий. В Понтеведра, Паленсии и Гранаде победили либеральные демократы и либеральные консерваторы, в Саламанке и Бадахосе — связали консерваторы-«датистас» и либералы-«романонистас», в Бургосе и Альбасете — либеральные демократы и консерваторы-«сьервистас», в Куэнке — «датистас» и «мауристас», в Валенсии — «датистас» и «сьервистас», в Саморе — «датистас», либдемы и левые либералы, в Алаве — независимые династисты, карлисты-католики и консерваторы, в Гипускоа 5 мест достались кандидатам 5 разных партий. В Мадриде 5 мандатов из 8 выиграли монархисты (из них 3 взяли «мауристас», по одному «сьервистас» и левые либералы), оставшиеся 3 завоевал Левый альянс (2 получили социалисты и один реформисты). В Барселоне победили регионалисты, выиграв 5 мандатов из 7 (из них 4 взяла Регионалистская лига, ещё один их союзники из числа каталонских карлистов), ещё 2 поделили республиканцы-радикалы и социалисты. В Севилье 2 места заняли левые либералы, по одному консерваторы, реформисты и независимый католик. В Валенсии по одному мандату завоевали социалисты, республиканцы-автономисты и карлисты.

## После выборов
19 марта 1918 года новым председателем Конгресса депутатов был переизбран Мигель Вильянуэва (Либеральная партия), за которого проголосовали 217 парламентариев. Председателем Сената стал Алехандро Гройсард.
22 марта 1918 года новым председателем испанского Совета министров стал Антонио Маура, сформировавший по поручению король Альфонс XIII Национальное правительство, в которое вошли консерваторы («датистас» и «мауристас»), либеральные демократы, либералы и левые либералы, а также каталонские регионалисты. Кабинет Маура проработал менее 8 месяцев и 9 ноября новым премьер-министром стал Мануэль Гарсия Прието, сформировав правительство, в который вошли только представители либерального лагеря (либеральные демократы, либералы и левые либералы). Либеральный кабинет продержался всего лишь 26 дней. 5 декабря 1918 года правительство возглавил Альваро де Фигероа и Торрес, граф Романонес. Уже в январе новому премьер-министру пришлось пойти на приостановку конституционных гарантий. Правительство графа Романонес ушло в отставку 15 апреля 1919 года, после чего было объявлено о новых выборах.